# (1709) Ukraina
(1709) Ukraina es un asteroide perteneciente al cinturón de asteroides descubierto el 16 de agosto de 1925 por Grigori Abrámovich Shain desde el observatorio de Simeiz en Crimea.
Está nombrado por Ucrania, una antigua república socialista soviética.